# Восьмой крестовый поход
Восьмой крестовый поход изначально был чисто французским и начался летом 1270 года под командованием Людовика IX.
Знать уже не желала продавать своё имущество, чтобы отправиться в далёкие пустыни. Впервые руководителю крестового похода пришлось взять на себя расходы полностью и платить жалованье рыцарям.
Людовик дал клятву идти в Святую землю и в 1267 году получил Крест из рук легата Папы Римского. То же самое проделали и все его три сына. Папа Римский известил палестинских христиан о новом крестовом походе. Но на военном совете было решено идти в Тунис, находившийся под властью династии Хафсидов.
14 июля французские корабли достигли берега древнего Карфагена. Высадившись, крестоносцы захватили башню, охраняемую маврами, разбили неподалёку лагерь и начали готовиться к осаде Туниса. Французы питались солёным мясом, их мучили голод и жажда. В лагере произошли вспышки лихорадки и дизентерии. Умер юный принц Иоанн Тристан. Вскоре заболел и Людовик IX. Он повелел молиться за него, своему наследнику Филиппу он изрёк наставление. Через некоторое время Людовик IX скончался.
Вскоре в Африку прибыл граф Прованса и король Сицилии Карл I Анжуйский. Он привёл с собой большую армию воинов креста. Французские и сицилийские войска совместно оттеснили мавров и подошли к городу. Правитель Туниса, испугавшись, отправил послов в лагерь крестоносцев.
31 октября было заключено перемирие. Тунис обязался платить дань королю Сицилии. Также христианским священникам позволялось селиться в нём и проводить проповеди в местных церквях. На обратном пути крестоносцев ждала морская буря. Погибло четыре тысячи воинов, в том числе и брат короля. Филипп III Смелый отправился во Францию. На пути домой погибла и юная королева. Опечаленный монарх вёз на родину останки отца, брата и жены.

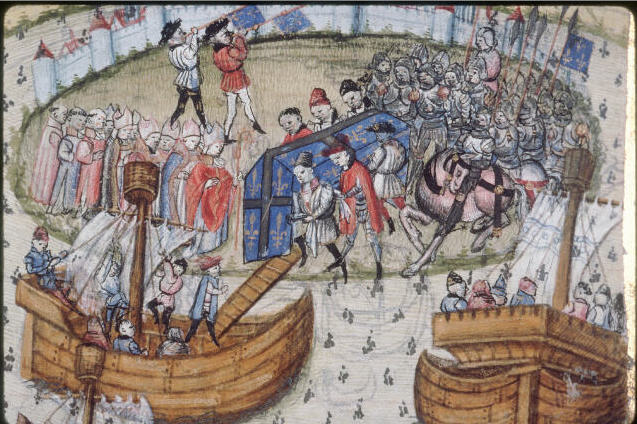
Отправление тела Людовика IX на родину из Туниса. Миниатюра из «Больших французских хроник». Нач. XV в.

Сын английского короля Генриха III Плантагенета — принц Эдуард попытался продолжить поход в Палестине. Некоторые историки выделяют его в качестве отдельного крестового похода. Он успешно продвигался вперёд, но вскоре пожелал вернуться в Акру, чтобы обратить местного эмира в христианскую веру. Эмир отправил к Эдуарду посла, который оказался убийцей. Тот застал принца одного в комнате и бросился на него с кинжалом. Раненный в голову и руку, Эдуард всё же одолел посланника.
Через некоторое время Калаун, преемник Бейбарса, отправился войной на христианские Триполи, Лаодикею и Акру. Вскоре все города были взяты, а христиане изгнаны со Святой земли.